# 相模平一揆
相模平一揆（さがみへいいっき）は、南北朝時代の代表的な国人一揆のひとつ。中村平氏中村親平・土肥教遠を中心とした、相模国の国人一揆。

## 概要
中村平氏は相模平氏の中でも相模国西部を拠点とする在庁官人系の武士であり、東部を拠点とする鎌倉氏や三浦氏とは連携と抗争を繰り返していた。
中村平氏の祖である中村宗平は、息子の重平や土肥実平・土屋宗遠とともに源頼朝の挙兵に参加して功績を挙げた。その後、嫡流である中村氏は振るわず、庶流の土肥氏・土屋氏が鎌倉幕府において重きをなしたが、和田合戦で縁戚である和田氏方に加わって没落する（なお、中村氏は三浦氏とともに鎮圧する側に加わり、結果的に嫡流対庶流の構図となった）。
その後、中村平氏は不振の時期が続くが、鎌倉幕府滅亡後は足利尊氏に味方し、中村平氏の地縁・血縁関係を基軸とし、同じ傾向をもった武蔵平一揆と連携しながら相模平一揆を組織した。観応の擾乱後は当初は相模国に守護が置かれず、尊氏の命令を受けた相模平一揆の諸氏が足利氏被官とともに使節遵行を務めて国務に関与した。後に武蔵平一揆の河越直重を守護に任命したが、相模平一揆の立場は大きく変わることは無かった。中村一族は（相模）三浦氏と相模国内の主導権を巡って競合関係にあり、元々足利直義に味方していた三浦氏に対抗するために足利尊氏及び武蔵平一揆との結びつきが重要な意味合いを有していた。
ところが、足利基氏が鎌倉公方となり、旧直義派の上杉憲顕が関東管領に復権すると、河越直重は失脚して後に武蔵平一揆の乱を起こして没落する。直重の失脚と憲顕の復権は上杉氏と近い三浦氏の巻き返しをもたらした。元々勢力基盤の弱かった相模平一揆は上杉氏・三浦氏の連携に抗することは出来ず、武蔵平一揆の乱においても土肥氏のように上杉氏の下で鎮圧に参加せざるを得ない状況に追い込まれた。討伐の対象となった武蔵平一揆と違い、中村一族など相模平一揆に参加した諸氏は滅亡こそは免れたが、平一揆の存在意義は消滅し、武蔵平一揆の崩壊の後を追うように自然消滅したと考えられている。